# Список керівників держав 1227 року
Список керівників держав 1227 року — це перелік правителів країн світу 1227 року.
Список керівників держав 1226 року — 1227 рік — Список керівників держав 1228 року — Список керівників держав за роками

## Європа
- Англія
  - Король Англії — Генріх III (1216—1272)
- Балканський півострів
  - Князівство Арбанон — Грегоріос Камонас (Gregorios Kamonas; 1216—1253)
  - Аргос і Нафпліон (сеньйорія) — Оттон де ла Рош (1212—1234)
  - Герцогство Архіпелагу — Марко Санудо (1207—1227); Анджело Санудо (1227—1262)
  - Афінське герцогство — Гі I де ла Рош (1225—1263)
  - Ахейське князівство — Жоффруа I де Віллардуен (1209—1229)
  - Друге Болгарське царство — Іван Асен II (1218—1241)
  - Боснійський банат — Стефан Кулінич (1204—1232)
  - Епірський деспотат — Феодор Комнін Дука (1214—1230)
  - Пфальцграфство Кефалонії та Закінфу — Маттео I Орсіні (1195—1238)
  - Кіпрське королівство — Генріх I (1218—1253)
  - Перше Сербське королівство; король Стефан II Неманич (1217—1228)
  - Зета (держава) — Стефан Радослав (1222—1228)
  - Графство Салона (Lordship of Salona) — Томас II д'Отременкур (1212—1258)
  - Фессалонікійська імперія — Феодор Комнін Дука (1224—1230, проголошений імператором у 1225/1227)
- Балтія
  - Герсіке (князівство) — Всеволод (1203 — після 1230)
  - Дерптське єпископство — Герман Буксгевден (1224—1248)
  - Орден мечоносців — магістр Фольквін фон Наумбург (1209—1236)
  - Ризьке архієпископство — Альберт фон Буксгевден (1198/1199-1229)
- Білорусь
  - Вітебське князівство — Брячислав Василькович (1121—1232)
  - Полоцьке князівство — Василько (1216? — 1220-ті)
  - Турово-Пінське князівство — Володимир Святополкович (1223—1228)
- Князь Новгородський — Михайло Всеволодович (1224—1226)
- Волзька Болгарія — Мір-Газі (1225—1229)
- Латинська імперія — Роберт де Куртене (1219—1228)
- Трапезундська імперія — Андронік I Гід (1222—1235)
- Філіппопольське герцогство (Duchy of Philippopolis) — Жерар д'Естре (1208—1229)
- Вельс
  - Королівство Гвінед — Ллівелін Великий (1195—1240)
  - Королівство Повіс — князь Повіс-Вадогу Мадог ап Гріфід Майлор (1191—1236); князь Повіс-Гвенвінвін Ллівелін Великий (1216—1240; вдруге)
- Ірландія
  - Десмонд — Діармайт Дуна Дройгнейн Мак Карті (1207—1229)
  - Тір Еогайн — Аод Майх мак Аода ОНейлл (1196—1230)
  - Томонд — король Доннхад Кайрпрех О'Бріан (1210—1242)
- Італія
  - Арборейський юдикат — П'єтро II (1217—1241)
  - Венеційська республіка — дож П'єтро Дзіані (1205—1229)
  - Кальярський юдикат — Бенедетта Кальярська (1217—1232)
  - Маркграфство Монферрат — Боніфацій II Великий (1225—1255)
  - Салуццо (маркграфство) — Манфред ІІІ (1215—1244)
  - Королівство Сицилія — король Фрідріх II (1217—1250)
  - Князівство Таранто — Фрідріх II (1205—1250)
  - Торреський юдикат — Маріано II (1218—1233)
  - Принц-єпископство Тренто — Герардо Осказалі (1224—1232)
  - маркіз Феррари Салінгверра II Тореллі (1222—1240)
  - Маркграфство Фінале — Енріко II (1185—1231)
- Кавказ
  - Грузинське царство — Русудан (1223—1245)
- Німеччина
  - Герцогство Австрія — герцог Леопольд VI (1198—1230)
  - Князівство Ангальт — Генріх I (1218—1252)
  - Герцогство Баварія — Людвіг I (1183—1231)
  - Баденське маркграфство — Герман V (1190—1243)
  - Берг (герцогство) — Ірменгарда (1225—1248)
  - Берхтесгаден (пробство) — Гейнріх ІІ (1217—1231)
  - Маркграфство Бранденбург — Отто III (1220—1267)
  - Принц-єпископство Бріксен — Генріх фон Тауферс (1224—1239)
  - Графство Вюртемберг — граф Гартман I (1181—1240) і Людвіг III (1181—1241)
  - Вюрцбург (принц-єпископство) — Дітріх фон Гомбург (1223—1245)
  - Гоя (графство) (Grafschaft Hoya) Генріх I (1202—1235)
  - Архієпископ Зальцбургу — Еберард II Трухзейський (1200—1246)
  - Герцогство Каринтія — Бернард (1201—1256)
  - Кельнське курфюрство — Генріх I фон Мульнарк (1225—1238)
  - Кенігсегг (Königsegg) — Еберхард I (1209—1228)
  - Клеве (герцогство) — Дітріх V (1201—1260)
  - Констанц (князівство-єпископство) — Конрад II (1209—1233)
  - Крайна (марка) — Оттон I (1204—1234)
  - Курпфальц — пфальцграф Людвіг I (1214—1231)
  - Ліппе-Детмольд — Герман II (1196—1229)
  - Лужицька марка — Генріх III (1221—1288)
  - Любекське князівство-єпископство — Бертольд (1210—1230)
  - Архієпископ Майнца Зиґфрід II фон Еппштейн (1200—1230)
  - Марк (графство) — Адольф I (1198—1249)
  - Маркграфство Мейсен — Генріх III (1221—1288)
  - Меранія (герцогство) — Оттон I (1204—1234)
  - Нюрнберг (бургграфство) — Конрад I (1218—1261)
  - Графство Ольденбург — Крістіан II (1209—1233)
  - герцог Мекленбурга Генріх Борвін I (1178—1227). Владу розділено між онуками Іоганном, Ніколасом, Генріхом Борвіном та Прібиславом.
  - Падерборнське князівство-єпископство — Вільбранд фон Ольденбург (1225—1227); Бернхард IV цур Ліппе (1227—1247)
  - Герцогство Померанія — Барнім I Добрий (1221—1278)
  - Померанія-Щецін — Барнім I Добрий (1221—1278)
  - Равенсберг (графство) — Оттон II (1221—1244)
  - Ратцебург (графство) — Альбрехт II (1202—1227). Герцог Саксонії Альбрехт I включив Ратцебург до складу своїх володінь.
  - Князівство Руян — Віслав І (1221—1250)
  - Герцогство Саксонія — Альбрехт I (1212—1260)
  - граф Тиролю — Альбрехт III (1202—1253)
  - Фельденц (графство) — Герлах IV (1220—1240)
  - Герцогство Швабія — Філіпп Швабський (1196—1228)
  - Шверін (графство) — Генріх I (1220—1228)
  - Герцогство Штирія — Леопольд VI (1194—1230)
- Піренейський півострів
  - Королівство Арагон — Хайме I (1213—1276)
  - Королівство Леон — король Леону і Галісії Альфонсо IX (1188—1230)
  - Королівство Португалія — король Саншу II (1223—1248)
  - Королівство Наварра — Санчо VII (1194—1234)
- Польща — Лешко I Білий (1211—1227); Владислав III Тонконогий (1227—1229)
  - Гнєзненське князівство — Владислав III Тонконогий (1202—1229)
  - Добжинське князівство — Болеслав I Мазовецький (1227—1229)
  - Каліське князівство — Владислав III Тонконогий (1217—1229)
  - Мазовецьке князівство — Конрад I Мазовецький (1200—1247)
  - Познанське князівство — південна частина — Владислав Одонич (1190—1239)
  - Сандомирське князівство — Лешко I Білий (1194—1227); Болеслав V Сором'язливи (1227—1229)
  - Сілезьке князівство — Генрик І Бородатий (1201—1238)
  - Вроцлавське князівство — Генрик І Бородатий (1201—1238)
  - Опольсько-Ратиборське князівство — Казимир I Опольський (1211—1230)
- Велике князівство Владимирське — Юрій Всеволодович (удруге; 1218—1238)
- Муромське князівство — Давид Юрійович (1203/1205-1228)
- Переславль-Залєське князівство — Ярослав Всеволодович (1212–1246)
- Ростовське князівство — Василько Костянтинович (1218—1238)
- Велике князівство Рязанське — Інгвар Ігорович (1217/1218—1235)
- Стародубське князівство (Північно-Східна Русь) — Володимир Всеволодович Стародубський (1217—1227); до 1237 в складі Володимирського князівства
- Трубчевське князівство — Святослав Всеволодович (1196—1232)
- Углицьке князівство — Володимир Костянтинович (1216 — 1249)
- Ярославське князівство — Всеволод Костянтинович (1218—1238)
- Скандинавія
  - король Данії — Вальдемар II (1202—1241)
  - Король Норвегії Гокон IV Старий (1217—1263)
  - Швеція — Ерік XI Еріксон (1222—1250)
- Угорське князівство — король Андрій II (1205—1235)
- Україна — Київський князь Володимир Рюрикович (1223—1234)
  - Белзьке князівство — Олександр Всеволодович (1215—1233)
  - Волинське князівство — Данило I (1215—1238)
  - Галицько-Волинське князівство — Мстислав Удатний (1221—1227); Андрій Андрійович (1227—1230)
  - Дубровицьке князівство — Юрій Олександрович (1223 — ?)
  - Курське князівство — Олег Святославич (1207 — після 1228)
  - князь Луцький — Іван Мстиславич (1226—1227); Ярослав Інгварович (1227—1228)
  - Овруцьке князівство — Ростислав Володимирович (1223—1235)
  - Переяславський князь — Всеволод III (1227)
  - Смоленське князівство — Мстислав III Давидович (1219—1230)
  - Чернігівське князівство — Михайло Всеволодович (1226—1234; вдруге)
- Королівство Франція — Людовик IX Святий (1226—1270)
  - Герцогство Аквітанія — Генріх III (1216—1272)
  - Арелатське королівство — пфальцграф — Беатриса II (1205—1231)
  - Герцогство Бар — Генріх II (1214—1239)
  - Брабант (герцогство) — Генріх I (1183—1235)
  - Графство Булонь — Матильда Даммартенська (1216—1260)
  - Бретонське герцогство — Жан I (1217—1286)
  - Голландія — Флоріс IV (1222—1234)
  - Ено (графство) — Іоанна (1205—1244)
  - Жеводан (графство) — Хайме I (1213—1258)
  - Графство Ла Марш — Гуго X (1219—1244)
  - Лімбург (герцогство) — Генріх IV (1226—1247)
  - Нижня Лотарингія — Генріх I (1190—1223; 1223—1235). Генріх I прийняв титул герцога Брабанта, який витіснив титул герцога Нижньої Лотарингії.
  - Люксембург (графство) — Ермезінда II (1197—1247)
  - Льєзьке єпископство — Гуго де П'єрпон (1200—1229)
  - Графство Мен — Жан Тристан (1219—1232), носив лише титул
  - Монбельяр (графство) — Річард III де Монфокон (1195—1227/1228; з перервою в 1204)
  - Монпельє (сеньйорія) — Хайме I (1213—1276)
  - Намюр (графство) — Генріх II де Куртене (1226—1229)
  - Оранж (князівство) — Раймонд I де Бо (1218—1282)
  - Родез (графство) — Гуго IV (1222—1274)
  - Савойське графство — Томас I (1189—1233)
  - Графство Тулуза — Раймунд VII (IX) (1222—1249)
  - Урхельське графство — Геро IV де Кабрера (1213—1228)
  - Фландрія — Іоанна (1205—1244)
  - Графство Фуа — Роже Бернар II де Фуа (1223—1241)
- Чехія — король Оттокар I (1222—1230)
  - Король Богемії Оттокар I (1197—1230)
- Шотландія
  - Король Шотландії Олександр II (1214—1249)
- Святий Престол; Папська держава — папа римський Гонорій III (1216—1227); Григорій IX (1227—1241)
- Вселенський патріарх — Герман II Навплій (1222—1240)

## Азія
- Нікейська імперія — Іоанн III Дука Ватац (1222—1254)
- Трапезундська імперія — Андронік I Гід (1222—1235)
- Близький Схід
  - Антіохійське князівство — Боемунд IV (вдруге; 1219–1233)
  - Єрусалимське королівство — Ізабелла II (1212—1228)
    - каштелян і сеньйор Рамли Жан I д'Ібелін (1193—1236?)
    - Сідонська сеньйорія — Баліан I Граньє (1202—1239)

  - Кілікійське царство — Ізабелла I Вірменська (1226—1252)
  - Графство Триполі — Боемунд IV (1189—1233)
  - Яффо-Аскалонське графство — Вальтер IV Брієнський (1221—1244)
  - Артукіди — правитель Хасанкейфа Рукн ад-дін Маудуд ібн Махмуд (1222—1232); правитель Мардіна Артук-Арслан Насір ад-дін (1201—1239)
  - Аюбіди — Аль-Каміль Мухаммад ібн Ахмад (1218—1238)
  - Багдадський халіфат — Аль-Мустансір (1226—1242)
  - Зангіди — атабек Джизре — Махмуд ібн Санджар-шах (1208—1241)
  - Шаріфат Мекки — Ібн Катада аль-Хашимі (1220—1241)
  - Румський султанат — Кей-Кубад I (1220—1237)
  - Зіяриди — Нізарі — Ала ад-Дін Мухаммад (1221—1255)
  - Держава Ширваншахів — Фарібурз III (1225—1243)
  - Ділмачогуллари — Хусамеддін Тугрул (1192—1229?)
- Нор-Бердське князівство — Васак II (1198? — 1237?)
- Чобаніди — Хусам ад-Дін Чобан (1227 — ?до 1280)
- Династія Чан — Чан Тхай Тонг (1226—1258)
- Індія і Шрі-Ланка
  - Володар Бенгалії — Іваз Хілджі (1212—1227). Приєднано до Делійського султанату.
  - Східні Ганги — Анангабхіма Дева III (1211—1238)
  - Гуджарадеша — Бгіма II (1178—1240)
  - Делійський султанат — Ілтутмиш (1211—1236)
  - Джайпур (князівство) — Кілхан (1216—1276)
  - Джайсалмер (князівство) — Чачак Део Сінгх (1219—1241)
  - Чандела — магараджахіраджа Джеджа-Бхукті Трайлок'я-варман (1203—1245)
  - Династія Какатіїв — Ганапатідева (1199—1262)
  - Династія Карнат — Нарсімхадева (1187—1227); Рамасімхадева (1227—1285)
  - самраат Кашмірської держави (Династія Лохара) — Раджадева (1212/1213-1235)
  - Династія Малла — Абхая Малла (1216—1255)
  - Мевар (князівство) — Джайтрасімха (1213—1252)
  - Держава Пандья — Мараварман Сундара Пандья I (1216—1238)
  - Парамара — Девапала (1218—1239)
  - Джафна (держава) — Калінга Магха (1215—1236)
  - Династія Сена — Кешабсена (1225—1230)
  - Династія Сеунів — Сімгана II (1200—1246)
  - Держава Хойсалів — Віра Нарасімха II (1220—1234)
  - Чола — Раджараджа Чола III (1218—1246)
- Індонезія; Південно-Східна Азія
  - Чампа — Джайя Парамешвараварман II (1220—1252)
  - Сінгасарі — Кен Ангрок (1222—1227); Анусапаті (1227—1248)
  - Сунда — між 1175 і 1297 — Прабу Гуру Дхармасікса
  - Кедах (султанат) — Мухаммад Шах (1202—1237)
  - Тамбралінга — Шрі Таммасокарадж (1207—1230)
- Китай; Монголія
  - Далі — Дуань Чжисян (1204—1238)
  - ідикут Кучі — Баурчук Арт-тегін (1208—1235)
  - Монгольська імперія — Чингісхан (1206—1227); міжцарство до 1229
  - Східне Ляо — Єлюй Сюеду (1226—1238)
  - Династія Сун — Чжао Юнь (1224—1264)
  - Західна Ся — Лі Сянь (1226—1227). Падіння держави.
  - Східна Ся — Пусянь Ваньну (1213—1233)
  - Уґедейський улус — Угедей, (1221—1241; водночас у 1229—1241 роках великий каган)
  - Чагатайський улус — Чаґатай (1225—1242)
  - Династія Цзінь — Ваньянь Шоусю (1224—1234)
- Корея
  - Корьо — Коджон (1213—1259)
- Паганське царство — король Хтіломінло (1211—1235)
- Персія і Середня Азія
  - Ахмадили (Ahmadilis) — Джелал ад-Дін Манкбурну (1225—1231)
  - Кутлугханіди — Барак Хаджиб (1222—1235)
  - шах Хорезму — Джелал ад-Дін Манкбурну (1220—1231)
- Кхмерська імперія — Індраварман II (1218—1243)
- Японія — Імператор Ґо-Хорікава (1221—1232)

## Африка
- Альмохади — Абдаллах аль-Аділ (1224—1227); Ях'я аль-Мутасім (1227—1229)
- Кілва (султанат) — ? ібн Сулейман (1225? — 1263)
- Макурія — Ях'я або Іоанн III — між 1190 і 1268
- Мариніди — Усман I ібн Абд аль-Хакк (1217—1240)
- Нрі — Езе Нрі Буіфе (між 1158 і 1258)
- Аюбіди — Аль-Каміль Мухаммад ібн Ахмад (1218—1238)

## Південна Америка
- Королівство Куско — Манко Капак (1200—1230)

## Північна Америка
- Ацкапоцалько — ? до 1240
- Маяпанська ліга — Кокоми; Сі Коком (1224—1232)